# 江川央生
江川 央生（えがわ ひさお、1962年9月13日 - ）は、日本の俳優、声優、ナレーターである。東京都出身。青二プロダクション所属。

## 略歴
青二塾東京校第11期出身。

## 人物・特色
役柄としては、男臭い役を演じることが比較的多い。がっちりした男性キャラクターで知られる。
特技は少林寺拳法。趣味はウィンドサーフィンとバスケットボール。吹き替えでは『プリズン・ブレイク』以降ドミニク・パーセルをほぼ専属で担当している。

## 出演
太字はメインキャラクター。

### テレビアニメ
1991年
- 緊急発進セイバーキッズ
- ゲッターロボ號（整備員）
- ドラゴンクエスト ダイの大冒険（第1作）（1991年 - 1992年、兵士、あばれ猿、猟師B、リカント、騎士 他）
- ドラゴンボールZ（1991年 - 1995年、街の人、ピロシキ、アークア、ミゴレン、パポイ、スポポビッチ、オリブー〈2代目〉 他）
- ハイスクールミステリー学園七不思議（小槻教授）
- まじかる☆タルるートくん（1991年 - 1992年、男、家、鉄板、花屋の店長）

1992年
- ウルトラマンキッズ 母をたずねて3000万光年（CPロボット、水晶球の精、衛兵たち、アナウンサー）
- カリメロ（子分）
- キテレツ大百科（西村、ダンプの運転手、ディレクター、黒服、ボスライオン 他）
- クレヨンしんちゃん（1992年 - 2015年、インストラクター、若乃里男、ダイビングのインストラクターB、Tシャツ、スペイン人 他）
- スーパービックリマン（ザルドス）
- 超電動ロボ 鉄人28号FX（デスフィッシュ艦長 他）
- ツヨシしっかりしなさい（1992年 - 1994年、八百七のおじさん〈初代〉、お巡りさん、おじさん、橋本、留吉）
- バトルファイターズ 餓狼伝説（1992年 - 1993年、ホア・ジャイ、チンピラA） - 2作品
- 美少女戦士セーラームーン（1992年 - 1994年、局員、バンドマン、ボスネコ、兵士、ジャーコック 他） - 3シリーズ
- まぼろしまぼちゃん（モコちゃん）

1993年
- 蒼き伝説シュート!（大塚繁樹）
- 剣勇伝説YAIBA（1993年 - 1994年、カゲトラ、金棒博士）
- GS美神（1993年 - 1994年、幽霊、秘書、幹部、プールの男、バイロット 他）

1994年
- 機動武闘伝Gガンダム（所長）
- キャプテン翼J（1994年 - 1995年、次藤洋）
- 真拳伝説タイトロード（ジェラール・ジェライン）
- SLAM DUNK（1994年 - 1996年、牧紳一、三浦台の監督）
- 七つの海のティコ（セバチアーノ、男B）

1995年
- アニメ世界の童話（農夫、坑夫、ガイ卿、子分B）
- 黄金勇者ゴルドラン（バトルスキー）
- 空想科学世界ガリバーボーイ（先生、司祭、マーロン）
- ママレード・ボーイ（警官）
- ロミオの青い空（親方B、従者A、グリーゾ）

1996年
- ゲゲゲの鬼太郎（第4作）（1996年 - 1998年、男性〈くびれ鬼〉、猫又、猫仙人、三高竹蔵、ランスブィル 他）
- 地獄先生ぬ〜べ〜（1996年 - 1997年、地蔵虐、運転手、山の神、鬼）
- 勇者指令ダグオン（1996年 - 1997年、黒岩激〈ゲキ〉）

1997年
- スレイヤーズTRY（グラボス）
- 中華一番!（アル、スキンヘッドの男）
- ポケットモンスター（監督）
- 勇者王ガオガイガー（1997年 - 1998年、火麻激、ゴルディーマーグ、ZX-13肝臓原種）
- 烈火の炎（爪丸）

1998年
- 星方武侠アウトロースター（巨漢）
- 超魔神英雄伝ワタル（大男、ロッドマン）
- どっきりドクター（相撲部主将）
- ドクタースランプ（1998年 - 1999年、ドラゴン、強盗）
- TRIGUN（マーヴィン、男A、ガンマンC）
- 熱沙の覇王ガンダーラ（カスケード）
- MASTERキートン（1998年 - 1999年、トラック運転手、ケンドルの手下）
- 遊☆戯☆王（親分風の男、レッド）
- ロードス島戦記-英雄騎士伝-（ラビド）

1999年
- 金田一少年の事件簿（1999年 - 2000年、僧正、バアル、石川隆）
- THE ビッグオー（ウエイター）
- GTO（O組のヤンキー）
- 時空探偵ゲンシクン（武蔵坊弁慶）
- ∀ガンダム（大名1）
- デジモンアドベンチャー（オーガモン、ムゲンドラモン）
- ぶぶチャチャ（1999年 - 2001年、カバトラック） - 2シリーズ
- 魔術士オーフェン Revenge（棟梁）
- 無限のリヴァイアス（ブライアン・ブラブ・ジュニア、フー・ナムチャイ、生徒B）

2000年
- 犬夜叉（2000年 - 2003年、お頭、地念児、銀骨、村人）
- 機巧奇傳ヒヲウ戦記（イシ、橘）
- 勝負師伝説 哲也（徳三、男A）
- サクラ大戦TV（白銀の羅刹）
- 週刊ストーリーランド（2000年 - 2001年、上杉明、借金取りB、山口、記者A、尾崎和豊 他）
- 忍たま乱太郎（2000年 - 2022年、エゴノキタケ、安野譲、成金土地田ヱ門〈2代目〉 他）
- はじめの一歩（2000年 - 2013年、太田博之、島袋岩男） - 2シリーズ
- ブギーポップは笑わない Boogiepop Phantom（森田巡査）
- マシュランボー（アイリス）
- 名探偵コナン（2000年 - 2018年、星野治行、尾藤賢吾、剣崎修、福地直和、堀田刑事、須藤雲造、松田左文字〈2代目〉、緒方正明、東東一郎 他）
- ONE PIECE（2000年 - 、クロオビ、フリップ、コーギー、コルト、ジョン・ジャイアント、右大臣、ディエス・バレルズ）

2001年
- ガイスターズ FRACTIONS OF THE EARTH（ウルバ・シャマレル）
- シャーマンキング（喪助、カジマヒデ）
- スクライド（公安、隊員、隊長）
- 星界の戦旗II（パーヴェリュア）
- Z.O.E Dolores, i（バジリコ・バジリスク）
- 逮捕しちゃうぞ SECOND SEASON（黒部）
- ノワール（パウロ）
- RAVE（オオトカゲ）

2002年
- あたしンち（2002年 - 2005年、先生、会社員A、八百屋、体育の先生〈2代目〉、運転手C 他）
- ウミガメと少年（大人の声）
- 王ドロボウJING
- OVERMANキングゲイナー（ヤッサバ・ジン）
- 機動戦士ガンダムSEED（ホフマン副官）
- キン肉マンII世（2002年 - 2004年、ダーク万太郎E / ザ・犀暴愚、ブロックス） - 2シリーズ
- 十二国記（醐孫）
- 天使な小生意気（三島、腕毛、男、ガード、真根の兄 他）
- ドラえもん（テレビ朝日版第1期）（店主、焼き芋屋、泥棒 他）
- ヒートガイジェイ（ダキ）
- フルメタル・パニック!（2002年 - 2003年、コー、ショコラ） - 2シリーズ

2003年
- クロノクルセイド（子爵ボルゾ）
- 金色のガッシュベル!!（ダルモス）
- SPACE PIRATE CAPTAIN HERLOCK（サブ）
- 高橋留美子劇場 人魚の森（漁師、逆髪衆、黒背広、男B）
- 凧になったお母さん（町の声）
- TEXHNOLYZE（園田彰久）
- プラネテス（船長、コートの男、犯人、銀行マン）
- 冒険遊記プラスターワールド（ザナグール、助手、ギガジュール）
- ボボボーボ・ボーボボ（キラリーノ）
- 無限戦記ポトリス（ダークメガタンク）

2004年
- エリア88（渋川機長）
- かいけつゾロリ（クレー24兄弟、ゴジ松）
- サムライガン（虎山）
- サムライチャンプルー（青ハブ）
- NARUTO -ナルト-（飛脚屋フクスケ）
- 爆裂天使（英二）
- 火の鳥（月壇）
- ヒートガイジェイ（ダキ）
- B-伝説! バトルビーダマン（ゴルドー）
- ビューティフル ジョー（アラン・キース）
- ブラック・ジャック（アジジ）
- BLEACH（シュリーカー、胴元）
- BECK（ミッちゃん）
- 妄想代理人（鰐淵良宏）
- RAGNAROK THE ANIMATION（ホルグレン）

2005年
- ARIA シリーズ（2005年 - 2006年、暁の兄） - 2シリーズ
- うえきの法則（鈴木桜）
- ガン×ソード（署長）
- SPEED GRAPHER（真壁）
- Xenosaga THE ANIMATION（アンドリュー）
- 戦国英雄伝説 新釈 眞田十勇士 The Animation（可児才蔵吉長）
- トランスフォーマー ギャラクシーフォース（ジャックショット / ライガージャック）
- BLACK CAT（ナイザー・ブラッカイマー）
- 勇者王ガオガイガーFINAL GRAND GLORIOUS GATHERING（火麻激、ゴルディーマーグ）
- ロックマンエグゼBEAST（ゾアノガッツマン）

2006年
- ガンパレード・オーケストラ（千寿の父）
- 銀魂（2006年 - 2018年、西郷特盛、修輪） - 3シリーズ
- 結界師（ヨキ）
- ケロロ軍曹（ウッキー）
- 獣王星（ロキ博士）
- ドラえもん（テレビ朝日版第2期）（2006年 - 2019年、キョーボー、トップ屋、悪人A、青果店主、運転手 他）
- BLACK BLOOD BROTHERS（バドリック・セリバン）
- BLACK LAGOON（アブレーゴ） - 2シリーズ
- まじめにふまじめ かいけつゾロリ（ゴジ松、ダン）
- 遊☆戯☆王デュエルモンスターズGX（ユベル）
- 夢使い（現場監督）

2007年
- 機神大戦ギガンティック・フォーミュラ（楽市雷蔵）
- ゲゲゲの鬼太郎（第5作）（2007年 - 2008年、つるべ落とし）
- 史上最強の弟子ケンイチ（用心棒）
- はたらキッズ マイハム組（高田）
- 魔人探偵脳噛ネウロ（筒井壮太）
- RED GARDEN（ランディ）

2008年
- アリソンとリリア（男1）
- カイバ（バニラ）
- 機動戦士ガンダム00 セカンドシーズン（アーサー・グッドマン）
- 今日の5の2（田村先生）
- 墓場鬼太郎（会長）
- 西洋骨董洋菓子店 〜アンティーク〜（川口ジム会長）
- 隠の王（不知火）
- PERSONA -trinity soul-（伊藤久仁雄）
- 魔法遣いに大切なこと 〜夏のソラ〜（林）
- ミチコとハッチン

2009年
- ゴルゴ13（バーナード・ケリー）
- ご姉弟物語（ディレクター）
- こんにちは アン 〜Before Green Gables（マクギャバン）
- ジャングル大帝 -勇気が未来をかえる-（ハンター）
- 蒼天航路（曹洪）
- 鋼の錬金術師 FULLMETAL ALCHEMIST（副教主）

2010年
- ドラゴンボール改（2010年 - 2015年、ピロシキ、スポポビッチ、ボラ） - 2シリーズ
- NARUTO -ナルト- 疾風伝（キラービー）
- ポケットモンスター ベストウイッシュ（2010年 - 2013年、ドン・ジョージ） - 2シリーズ
- メタルファイト ベイブレード シリーズ（2010年 - 2011年、ゲオルグ） - 2シリーズ
- RAINBOW-二舎六房の七人-（五十嵐）

2011年
- いつか天魔の黒ウサギ（中年エルフ）
- スティッチ! 〜ずっと最高のトモダチ〜（親分）
- TIGER & BUNNY（作業員、爆弾魔）
- たまゆら〜hitotose〜（一郎）
- トリコ（もり爺）
- ファイ・ブレイン 神のパズル（2011年 - 2012年、食堂のオヤジ） - 2シリーズ
- ブレイド（サラギ）

2012年
- 機動戦士ガンダムAGE（ザナルド・ベイハート）
- SKET DANCE（轡大二郎）
- スマイルプリキュア!（ワルブッター）
- トータル・イクリプス（教官）
- ハイスクールD×D（ザトゥージ）
- BTOOOM!（吉良義久）
- Persona4 the ANIMATION（2012年 - 2014年、だいだら.の店主） - 2シリーズ
- ONE PIECE エピソードオブナミ 〜航海士の涙と仲間の絆〜（クロオビ）

2013年
- 聖闘士星矢Ω（アイガイオン）
- デュエル・マスターズ シリーズ（2013年 - 2017年、ジャッキー、ボスカツ） - 2シリーズ
- NARUTO -ナルト- SD ロック・リーの青春フルパワー忍伝（キラービー）
- 八犬伝―東方八犬異聞―（健太の父）

2014年
- 暁のヨナ（ユホン）
- 神撃のバハムート GENESIS（ガース&ゴース）
- それでも世界は美しい（侍従）
- ディスク・ウォーズ:アベンジャーズ（ニック・フューリー）
- テンカイナイト（ブライノックス）
- ヒーローバンク（虎井獅子男）
- モモキュンソード（鉄鬼）

2015年
- アルスラーン戦記（シャガード）
- うしおととら（一鬼）
- コメット・ルシファー（ヴィンセント・ダドレー）
- ドラゴンボール超（2015年 - 2018年、ピロシキ、ピリナ、アニラーザ）

2016年
- orange（アズの父親）
- 影鰐-KAGEWANI-承（岩崎刑事）
- タイガーマスクW（ゴリラージェットシン）
- ハイキュー!! シリーズ（2016年 - 2020年、烏養繋心〈2代目〉） - 3シリーズ
- ワールドトリガー（2016年 - 2021年、ガトリン） - 2シリーズ

2017年
- 夏目友人帳 陸（ヒャッコ）
- 賭ケグルイ（木渡潤）
- キラキラ☆プリキュアアラモード（グレイブ）
- ONE PIECE エピソードオブ東の海 〜ルフィと4人の仲間の大冒険!!〜（クロオビ）
- ボールルームへようこそ（ヴァシリー・トルカチェフ）

2018年
- グランクレスト戦記（鍛冶屋の親方）
- BEATLESS（鈴原俊次） - 2シリーズ
- メガロボクス（ポチョムキン東）
- BORUTO-ボルト- -NARUTO NEXT GENERATIONS-（キラービー）
- PERSONA5 the Animation（2018年 - 2019年、岩井宗久） - 1シリーズ + 特別編後編
- 銀河英雄伝説 Die Neue These 邂逅（アウグスト・ザムエル・ワーレン）
- イナズマイレブン アレスの天秤（我野革命）
- ゲゲゲの鬼太郎（第6作）（2018年 - 2019年、輪入道、水虎、ダイダラボッチ）
- Back Street Girls -ゴクドルズ-（岩村太郎）
- BANANA FISH（李王龍）
- バキ（アレン）
- からくりサーカス（2018年 - 2019年、仲町信夫）
- ソードアート・オンライン アリシゼーション（サードレ）
- DOUBLE DECKER! ダグ&キリル（タオ）
- 聖闘士星矢 セインティア翔（2018年 - 2019年、辰巳）

2019年
- 転生したらスライムだった件（2019年 - 2024年、ドルフ） - 3シリーズ
- けだまのゴンじろー（2019年 - 2020年、ナレーション）
- Fairy gone フェアリーゴーン（ビーヴィー・リスカー） - 2シリーズ

2020年
- ドロヘドロ（バウクス）
- デジモンアドベンチャー:（オーガモン、リベリモン）
- キングスレイド 意志を継ぐものたち（エアトラ）

2021年
- 転生したらスライムだった件 転スラ日記（ドルフ）
- 僕のヒーローアカデミア（車田運転丸）
- サクガン（ウォルシュ）
- 新幹線変形ロボ シンカリオンZ（王）
- デジモンゴーストゲーム（2021年 - 2022年、メタルファントモン、スカルグレイモン）
- テスラノート（エゴール）

2023年
- とんでもスキルで異世界放浪メシ（ヨハン）
- 虚構推理 Season2（音無亮馬）
- 逃走中 グレートミッション（2023年 - 2025年、ビースト ダビディ、ドン ブラープス、ブロディ）
- 【推しの子】（斉藤壱護）

2024年
- メタリックルージュ（クマル・カーン）
- SHAMAN KING FLOWERS（兵士A）
- 銀河英雄伝説 Die Neue These（アウグスト・ザムエル・ワーレン）

2025年
- ちびまる子ちゃん（長さん）
- ヴィジランテ-僕のヒーローアカデミア ILLEGALS-（田沼栄三）
- 機動戦士Gundam GQuuuuuuX
- ホテル・インヒューマンズ（岡嶋仁）

### 劇場アニメ
1992年
- ドラゴンクエスト ダイの大冒険 ぶちやぶれ!!新生6大将軍（ダブルドーラ）
- ドラゴンボールZ 極限バトル!!三大超サイヤ人（人造人間14号）
- ドラゴンボールZ 激突!!100億パワーの戦士たち（ナメック星人）

1993年
- ドラゴンボールZ 銀河ギリギリ!!ぶっちぎりの凄い奴（ビドー）
- ろくでなしBLUES 1993（島袋）

1994年
- 蒼き伝説シュート!（大塚繁樹）
- 餓狼伝説 -THE MOTION PICTURE-（ビッグ・ベア）
- 三国志 完結編・遥かなる大地（朱然）
- スラムダンク 全国制覇だ! 桜木花道（牧）
- ドラゴンボールZ 危険なふたり!超戦士はねむれない（村人A）
- ドラゴンボールZ 超戦士撃破!!勝つのはオレだ（科学者A）
- 平成狸合戦ぽんぽこ（用心棒）

1995年
- はじまりの冒険者たち レジェンド・オブ・クリスタニア（ブレスト）
- MEMORIES「大砲の街」（旋回手）

1996年
- ゲゲゲの鬼太郎 大海獣（ヤクザの男）
- ドラゴンボール 最強への道（メタリック）

2000年
- ドラえもん のび太の太陽王伝説（モカ）
- 名探偵コナン 瞳の中の暗殺者（小田切敏也）

2001年
- クレヨンしんちゃん 嵐を呼ぶ モーレツ!オトナ帝国の逆襲（怪獣役者）
- 劇場版ポケットモンスター セレビィ 時を超えた遭遇（リングマ）

2002年
- クレヨンしんちゃん 嵐を呼ぶ アッパレ!戦国大合戦（春日家武将）

2003年
- クレヨンしんちゃん 嵐を呼ぶ栄光のヤキニクロード（怪人）

2004年
- クレヨンしんちゃん 嵐を呼ぶ!夕陽のカスカベボーイズ（ジャスティスの部下1）
- ドラえもん のび太のワンニャン時空伝（ブルタロー）
- Pa-Pa-Pa ザ★ムービー パーマン タコDEポン!アシHAポン!（警官）

2005年
- ブラック・ジャック ふたりの黒い医者（ダボリング）

2006年
- 劇場版 どうぶつの森（ダルマン）
- 劇場版 NARUTO -ナルト- 大興奮!みかづき島のアニマル騒動だってばよ（コンゴウ）

2007年
- クレヨンしんちゃん 嵐を呼ぶ 歌うケツだけ爆弾!（隊員A）

2008年
- 劇場版 ゲゲゲの鬼太郎 日本爆裂!!（つるべ落とし）

2009年
- 装甲騎兵ボトムズ ペールゼン・ファイルズ 劇場版（ガリー・ゴダン）

2010年
- 宇宙ショーへようこそ（ルビーン）
- おまえ うまそうだな（ティラノサウルスのボス）

2011年
- 劇場版 NARUTO -ナルト- ブラッド・プリズン（キラービー）
- 鋼の錬金術師 嘆きの丘の聖なる星（シズラー）
- 名探偵コナン 沈黙の15分（武藤岳彦）

2012年
- 009 RE:CYBORG（NSA長官）

2013年
- 映画 ドキドキ!プリキュア マナ結婚!!?未来につなぐ希望のドレス（パープルバギー）

2014年
- THE LAST -NARUTO THE MOVIE-（キラービー）
- 楽園追放 -Expelled from Paradise-（高官B）

2017年
- LUPIN THE IIIRD 血煙の石川五ェ門（西郷兄）

2018年
- ドラゴンボール超 ブロリー（モロコ）

2021年
- Fate/Grand Order -終局特異点 冠位時間神殿ソロモン-（ヴラド三世〔EXTRA〕）

2024年
- 劇場版ハイキュー!! ゴミ捨て場の決戦（烏養繋心）

### OVA
1991年
- 3×3 EYES（男）
- 帝都物語（工夫）
- BE-BOP-HIGHSCOOL（1991年 - 1995年、藤本輝男、沖村、山田敏光）

1992年
- うしおととら（石喰い、ヤクザB、たつやの父）
- 機神兵団（伝令兵）
- Crying フリーマン（男）
- ドラゴンスレイヤー英雄伝説 王子の旅立ち（四人衆）

1993年
- 仮面ライダーSD 怪奇!?クモ男（ライダーマン）
- 創竜伝
- 代紋TAKE2 第II章（土橋義実）
- 超時空世紀オーガス02（中尉）
- ドラゴンボールZ外伝 サイヤ人絶滅計画（モンスター、ゴッドガードン）

1994年
- GATCHAMAN（潜水艦艦長）
- GO!GO!ACKMAN（ヘーデル）
- BADBOYS2（ヤンキーB）
- マクロスプラス

1995年
- 湘南純愛組!3（大久保光明）
- 負けるな!魔剣道（ダイ・ガスト）
- 横浜ばっくれ隊3（近藤）

1996年
- お嬢様捜査網（マーチン）
- 銀河英雄伝説
- 湘南爆走族11（油谷）
- レジェンド・オブ・クリスタニア（ブレスト）

1997年
- 荒くれKNIGHT（野呂貞治）
- サイコダイバー 魔性菩薩（殺し屋B）
- 新・湘南爆走族（野呂定治）
- 勇者指令ダグオン 水晶の瞳の少年（黒岩激 / ドリルゲキ）

1998年
- 教科書にないッ!（ケン）
- 紺碧の艦隊（原口基地司令、ヴィルヘルム・ヨードル、川崎弘〈2代目〉）

1999年
- てなもんやボイジャーズ（ガイ）
- メルティランサー The Animation（N）

2000年
- 名探偵コナン コナンvsキッドvsヤイバ 宝刀争奪大決戦!!（カゲトラ）
- 勇者王ガオガイガーFINAL（火麻激、ゴルディーマーグ）

2002年
- 聖闘士星矢 冥王ハーデス十二宮編（ギガント）

2003年
- 名探偵コナン コナンと平次と消えた少年（前島剛）

2004年
- インタールード（大将）
- 機動戦士ガンダム MS IGLOO 1年戦争秘録（ボロゴノフ）
- 大YAMATO零号（コーキ団長）
- ナースウィッチ小麦ちゃんマジカルてZ（監督）

2005年
- I"s Pure（部長）
- 星界の戦旗III（パーヴェリュア）

2006年
- アンパンマンとはじめよう! わかるかな いろ・かたち（ピラミッドの壁）

2007年
- 装甲騎兵ボトムズ ペールゼン・ファイルズ（ガリー・ゴダン）
- 茄子 スーツケースの渡り鳥（レジオ）

2009年
- 今日の5の2 放課後（田村先生）
- やなせたかしメルヘン劇場 ルルン・ナンダーのほし（ガバタン）

2010年
- BLACK LAGOON Roberta's Blood Trail（アブレーゴ）

2011年
- 戦場のヴァルキュリア3 誰がための銃瘡（ラルゴ・ポッテル）
- ボトムズファインダー（ボトムズの男）

2012年
- スパイペンギン（ロボロボ）

2013年
- 史上最強の弟子ケンイチ（魯慈正）※単行本53巻OVA付き特別版

2016年
- バキ（柳龍光）※「刃牙道」第14巻限定版

2019年
- 一騎当千 Western Wolves（紫虚上人）

2021年
- Fate/Grand Carnival（ジェロニモ）

### Webアニメ
- ブラック・ジャック（2001年、部下B、治虫少年）
- いくぜっ! 源さん（2008年、猪山熊吉、パチンコ店の客、おっちゃん）
- 7SEEDS（2019年、柳踏青[74]）
- 聖闘士星矢: Knights of the Zodiac（2019年、辰巳[75]）
- スーパー・クルックス（2021年、サラマンダー[76]）

### ゲーム
1992年
- ドラゴンスレイヤー英雄伝説II（ナレサ隊長）※PCエンジン版

1993年
- ダブルドラゴンII ザ・リベンジ ※PCエンジン SUPER CD-ROM2版
- メタルエンジェル

1994年
- カイザーナックル（ゴンザレス）
- サークIII（ユン・カース）
- 美少女戦士セーラームーン（警備員）※PCエンジン版
- ろくでなしBLUES 対決!東京四天王（島袋大、中田小兵二、薬師寺）

1995年
- サイドポケット2 伝説のハスラー（ジュニア）
- スーパースラムズ -FROM TV ANIMATION SLAM DUNK-（牧紳一）
- ダブルドラゴン（チュンフー、デューク）
- ドラグーンマイト（木霊、酔虎、ジャオウ、ドグマ）
- テレビアニメ スラムダンク2 IH予選完全版!!（牧紳一）
- プライベート・アイ・ドル（沢田重樹）

1996年
- スターグラディエイター（ゲレルト）
- DEAD OR ALIVE（バイマン）
- 闘神伝3（バルガ）
- 闘神伝URA（ボルフ）

1997年
- サターンボンバーマンファイト!!（ゴーレムボンバー）
- スターフォックス64（ファルコ・ランバルディ、ウルフ・オドネル 他）
- トバル2（イール・ゴガ）
- ドラゴンナイト4（ガリバン）
- フェーダ2 ホワイト=サージ・ザ・プラトゥーン（ザハルト15世、バート・バルテュークス）
- ラングリッサーI&II（ソーン）

1998年
- シャイニング・フォースIII シナリオ2 狙われた神子（ロック、ドミネート）
- シャイニング・フォースIII シナリオ3 氷壁の邪神宮（ロック、ドミネート）
- ジョジョの奇妙な冒険（モハメド・アヴドゥル） - 3作品
- 新世代ロボット戦記ブレイブサーガ（黒岩檄）
- DEAD OR ALIVE ++（バイマン）
- 遊☆戯☆王 モンスターカプセル ブリード&バトル（双六）
- 立体忍者活劇 天誅（鬼陰）
- ビーバス&バットヘッド ヴァーチャル・アホ症候群
- クライシスビート（オットー）

1999年
- グローランサー（ヴェンツェル）
- トイファイター（ミフネ）
- メルティランサー The 3rd Planet（ダンケルク）

2000年
- ドラえもん3 魔界のダンジョン（暗黒大王キシン、カルボキシ）
- 熱闘ゴルフ（ロック）
- ブレイブサーガ2（黒岩激、火麻激、ゴルディーマーグ）
- 北斗の拳 世紀末救世主伝説（ジャッカル、ギュウキ）
- 立体忍者活劇 天誅 弐（鬼陰、朱雀）

2001年
- 犬夜叉（地念児）
- 決戦II（典韋、徐晃）
- サモンナイト2（エスガルド、アウゴ、ガレアノ）
- 逮捕しちゃうぞ（四課親分）
- 大乱闘スマッシュブラザーズシリーズ（2001年 - 2018年、ファルコ・ランバルディ、リトル・マック〈X〉、ナイトメア） - 5作品

2002年
- グランディア エクストリーム（ブランドル）
- ゼノサーガ エピソードI［力への意志］（アンドリュー・チェレンコフ）

2003年
- サクラ大戦 〜熱き血潮に〜（羅刹）
- SUNRISE WORLD WAR Fromサンライズ英雄譚（激）
- 真・三國無双3（2003年 - 2004年、曹仁） - 3作品
- スターオーシャン Till the End of Time（シェルビー）
- 第2次スーパーロボット大戦α（火麻激、ゴルディーマーグ）
- 天誅 参（鬼陰）
- 鋼の錬金術師 翔べない天使（ガンツ・ブレスロー）
- ワイルドアームズ アルターコード:エフ（ゴブ、バッドニュース）

2004年
- アニメバトル 烈火の炎 FINAL BURNING（門都、ゾンビ）
- エアフォースデルタ ブルーウィングナイツ（ホルスト・プレニドル、ドナルド・チャン、ロバート・ウイリアムス）
- クレヨンしんちゃん 嵐を呼ぶ シネマランドの大冒険!
- 決戦III（松永久秀、武田勝頼）
- 桜坂消防隊（堀越隆雄）
- 勝負師伝説 哲也 DIGEST（徳三）
- スターオーシャン Till the End of Time ディレクターズ（シェルビー）
- 戦国無双 / 猛将伝（石川五右衛門、一般武将） - 2作品
- DIGITAL DEVIL SAGA アバタール・チューナー（ミック・ザ・ニック）
- NINJA GAIDEN（ガモフ）
- メタルギアソリッド3 スネークイーター（ザ・ペイン）
- ロックマンゼロ3（トレテスタ・ケルベリアン）

2005年
- OZ -オズ-（ガルム）
- 餓狼伝 Breakblow（長田弘、クライベイビー・サクラ）
- 激・戦国無双（石川五右衛門）
- シャイニング・フォース ネオ（ライノス）
- 真・三國無双4（2005年 - 2006年、曹仁） - 3作品
- 新世紀勇者大戦
- スター・ウォーズ エピソード3/シスの復讐（コマンダー・コーディ、クローン・トルーパー 他）
- スター・ウォーズ リパブリック・コマンド（デルタ シックス・ツー"スコーチ"）
- スターフォックス アサルト（ファルコ・ランバルディ）
- 第3次スーパーロボット大戦α 終焉の銀河へ（ゴルディーマーグ）
- DIGITAL DEVIL SAGA アバタール・チューナー2（ミック・ザ・ニック）
- 天外魔境III NAMIDA（千兵衛）
- ボボボーボ・ボーボボ 脱出!!ハジケ・ロワイヤル（キラリーノ）
- 天誅 忍大全（鬼陰）
- ロマンシング サガ -ミンストレルソング-（水竜）
- ワイルドアームズ ザ フォースデトネイター（トニー・フロスト、議会騎士団兵、バルバロイ、イフリート、フィーンド、バッドニュース）
- ONE PIECE グラバト! RUSH（クロマーリモ、クロオビ、五老星）

2006年
- 悪魔城ドラキュラ ギャラリー オブ ラビリンス（ブローネル）
- ジョジョの奇妙な冒険 ファントムブラッド（切り裂きジャック）
- 戦国無双2（2006年 - 2007年、島津義弘、一般武将） - 3作品
- タイムクライシス4（マーカス・ブラック大尉、グレゴリー・バローズ中佐）
- 天外魔境 ZIRIA〜遥かなるジパング〜（雲切）
- 天下人（本多忠勝）
- ドラゴンボールZ Sparking! NEO（天下一大武道会アナウンサー、フリーザ軍兵士2）

2007年
- 餓狼伝 Breakblow Fist or Twist（長田弘、クライベイビー・サクラ）
- 銀魂 万事屋ちゅ〜ぶ ツッコマブル動画（西郷特盛）
- シャイニング・ウィンド（ジンクロウ）
- 真・三國無双5（2007年 - 2009年、曹仁） - 2作品
- スーパーロボット大戦OG ORIGINAL GENERATIONS（ムラタ）
- スーパーロボット大戦OG外伝（ムラタ）
- 戦国無双KATANA（島津義弘、一般武将）
- 大怪獣バトル ULTRA MONSTERS（グローザム）
- ドラゴンボールZ Sparking! METEOR（スポポビッチ、天下一大武道会アナウンサー、フリーザ軍兵士2）
- NINJA GAIDENΣ（ガモフ）
- 無双OROCHI（石川五右衛門、島津義弘、曹仁、一般武将）

2008年
- スーパーロボット大戦Z（ヤッサバ・ジン）
- StreetGears（ラッシュ）
- 戦場のヴァルキュリア（ラルゴ・ポッテル）
- 無双OROCHI 魔王再臨（石川五右衛門、島津義弘、曹仁、一般武将）
- 龍が如く 見参!

2009年
- 戦国無双3（2009年 - 2011年、島津義弘） - 4作品
- レイジングストーム（2009年 - 2010年）
- 無双OROCHI Z（石川五右衛門、島津義弘、曹仁、一般武将）

2010年
- ザ・サード バースデイ（セロニアス・クレイ）
- 真・三國無双 MULTI RAID 2（曹仁）
- スプリンターセル コンヴィクション（アンドリー・コビン）
- ドラゴンボールヒーローズ（2010年 - 、人造人間14号、ビドー、スポポビッチ、アニラーザ） - 5作品
- ドラゴンボール レイジングブラスト2（人造人間14号）
- トリニティ ジルオール ゼロ（ドラド）
- NARUTO -ナルト- 疾風伝 シリーズ（2010年 - 2016年、キラービー） - 6作品
- Fate/EXTRA（ランサー〈ヴラド三世〉）
- メタルファイト ベイブレード 頂上決戦!ビッグバン・ブレーダーズ（ゲオルグ）

2011年
- SDガンダム GGENERATION（2011年 - 2019年、アーサー・グッドマン） - 3作品
- 真・三國無双6（2011年 - 2012年、曹仁） - 4作品
- 真・三國無双 NEXT（曹仁）
- 戦国無双 Chronicle（島津義弘）
- 戦場のヴァルキュリア3 -Unrecorded Chronicles-（ラルゴ・ポッテル）
- 第2次スーパーロボット大戦Z 破界篇 / 再世篇（ガリー・ゴダン、アーサー・グッドマン）
- TROY無双（アガメムノン）
- 無双OROCHI 2（2011年 - 2013年、石川五右衛門、島津義弘、曹仁、一般武将） - 4作品
- 龍が如く OF THE END

2012年
- 英雄伝説 零の軌跡 Evolution（ガルシア・ロッシ）
- シャイニング・ブレイド（刃九郎、ブレイバーン）
- 真・北斗無双（ファルコ、オウガイ）
- スーパーロボット大戦OGサーガ 魔装機神 THE LORD OF ELEMENTAL（サナン・ティアンプラサート）
- スーパーロボット大戦OGサーガ 魔装機神II REVELATION OF EVIL GOD（サナン・ティアンプラサート）
- 戦国無双 Chronicle 2nd（島津義弘）
- 第2次スーパーロボット大戦OG（ムラタ）
- バイナリー ドメイン（新堂）
- ONE PIECE（2012年 - 2014年、クロオビ） - 2作品

2013年
- カオス ヒーローズ オンライン（ブロッケン、ガリトス）
- スーパーロボット大戦Operation Extend（ガリー・ゴダン）
- シャイニング・アーク（ハンス）
- ジョジョの奇妙な冒険 オールスターバトル（パープル・ヘイズ）※DLC追加キャラクター
- 真・三國無双7（2013年 - 2014年、曹仁） - 3作品
- スプリンターセル ブラックリスト（アンドリー・コビン）
- セブンスドラゴン2020-II
- デジモンアドベンチャー（オーガモン、ムゲンドラモン）

2014年
- 英雄伝説 碧の軌跡 Evolution（ガルシア・ロッシ）
- スーパーヒーロージェネレーション（グローザム）
- 戦国無双 Chronicle 3（石川五右衛門）
- 戦国無双4（2014年 - 2015年、島津義弘、石川五右衛門） - 3作品
- ヒーローバンク（虎井獅子男） - 2作品
- マブラヴ オルタネイティヴ トータル・イクリプス（真田晃蔵大尉） - PC版

2015年
- ジョジョの奇妙な冒険 アイズオブヘブン（パープル・ヘイズ）
- スーパーロボット大戦BX（ザナルド・ベイハート、ゴルディーマーグ）
- 龍が如く0 誓いの場所（堂島宗兵）

2016年
- グランブルーファンタジー（マッディー）
- デジモンワールド -next 0rder-（タイタモン）
- Fate/Grand Order（2016年 - 2023年、ジェロニモ、ヴラド三世〔EXTRA〕）
- ペルソナ5（岩井宗久）

2017年
- LOST SPHEAR（ディアント）
- 龍が如く 極2（堂島宗兵）

2018年
- 銀魂乱舞（西郷特盛）
- 真・三國無双8（2018年 - 2021年、曹仁） - 2作品
- 戦場のヴァルキュリア4（ダン・ベントレー、ラルゴ・ポッテル） - ラルゴ・ポッテルはDLC追加キャラクター
- 無双OROCHI 3（2018年 - 2019年、石川五右衛門、島津義弘、曹仁） - 2作品
- 東京放課後サモナーズ（エーギル）
- 賭ケグルイ チーティングアロード（木渡潤）

2019年
- リボルバーズエイト（孫悟空）
- スーパーロボット大戦T（ゴルディーマーグ）
- スーパードラゴンボールヒーローズ ワールドミッション（スポポビッチ、アニラーザ、人造人間14号、ビドー）
- 鬼ノ哭ク邦（ゼファー）
- ブレイドエクスロード（アルスマグナ）
- ペルソナ5 ザ・ロイヤル（岩井宗久）
- ソードアート・オンライン アリシゼーション・ブレイディング / アンリーシュ・ブレイディング（サードレ）

2020年
- ドラゴンボールZ カカロット（スポポビッチ、ボラ）
- ソードアート・オンライン アリシゼーション リコリス
- 英雄伝説 創の軌跡（ガルシア・ロッシ）
- ガールフレンド（仮）（2020年 - 2022年、悪お助けマン、悪証券男）

2021年
- スーパーロボット大戦30（ゴルディーマーグ）

2022年
- ドラゴンボール ザ ブレイカーズ（スポポビッチ）
- スーパーロボット大戦DD（ゴルディーマーグ）

2024年
- ドラゴンボール Sparking! ZERO（スポポビッチ、アニラーザ）

### ドラマCD
- アニメイトCDコレクション サイバーボッツ（ジェイド）
- Weiß kreuz Wish A Dream Collection IV FIRST MISSION（赤木龍一）
- 今日の5の2 ドラマCD 第1巻（田村先生）
- GetBackers-奪還屋-永遠の絆を奪還せ!編（鎌多十郎）
- Sound Drama Fate/EXTRA 第一章「月の聖杯戦争」（ランサー）
- CDドラマコレクションズ 三國志（袁紹本初）
- 集英社カセットブック ジョジョの奇妙な冒険 第1巻 空条承太郎見参の巻（不良A）
- 集英社カセットブック ジョジョの奇妙な冒険 第3巻 ディオの世界の巻（医師）
- デビルサマナー 葛葉ライドウ 対 隻眼化神 前・後編（風間）
- ドラマCD テイルズ オブ ファンタジア（ドラゴニュート、兵士）
- 鋼の錬金術師 咎人たちの傷跡（ドルケン中佐）
- BASTARD!! -暗黒の破壊神- 外伝
- MIND ASSASSIN 2（リヒャルト・リヒター）
- 勇者指令ダグオンシリーズ（黒岩激）
  - 〜スペシャルドラマ2〜「サルガッソB級宇宙人十番勝負」
  - 〜スペシャルドラマ3〜「山海高校ミステリーツアー〜湯けむり美少女失踪事件」
  - CDシネマ1 〜春はあけぼの〜
  - CDシネマ2 〜夏のツー・ショット〜
  - CDシネマ3 〜それぞれの秋〜
  - CDシネマ4 〜冬、来たりなば…〜
  - スペシャルドラマ 〜いいやつ〜
  - スペシャルドラマ2 〜悪いやつ〜
- 勇者王ガオガイガーシリーズ
  - スペシャルドラマ1 〜サイボーグ誕生〜（火麻激）
  - スペシャルドラマ2 〜ロボット闇酷冒険記〜（ゴルディーマーグ）
  - スペシャルドラマ3 〜最強勇者美女軍団〜（火麻激）
  - スペシャルドラマ4 〜ID5は永遠に…〜（火麻激）
- ヨルムンガンド（師匠）
- REMASTERED TRACKS ROCKMAN ZERO Telos（トレテスタ・ケルベリアン）
- るろうに剣心 -明治剣客浪漫譚-（多西）

### 吹き替え

#### 担当俳優
オーウェン・イオマン
- エレメンタリー5 ホームズ&ワトソン in NY（ジュリアス・ケント）
- THE MENTALIST メンタリストの捜査ファイル（ウェイン・リグスビー）
- SUPERGIRL/スーパーガール #1（ヴァートクス）

ドミニク・パーセル
- アローバース（ミック・ロリー / ヒートウェーブ）
  - THE FLASH/フラッシュ
  - レジェンド・オブ・トゥモロー

- インベージョン! 最強ヒーロー外伝（ミック・ロリー / ヒートウェーブ）
- ヴァイキングダム（エイリック）
- ウォールストリート・ダウン（ジム・バックスフォード）
- ジェノサイド・ゲーム（リック・タイラー）
- ディテンション（ハリス・マッケイ）
- デス・リベンジ ラストミッション（ハザン・ケイン）
- 必殺処刑チーム（デヴィッド・ヘンドリックス）※ソフト版
- プリズン・ブレイク（リンカーン・バローズ）
- ブレンダン・フレイザー 追撃者（トミー）
- リベンジ・ファイト（セイラー・オコナー）
- ワイルド・マックス（マックス）

ボキーム・ウッドバイン
- ゴーストバスターズ/アフターライフ（ドミンゴ保安官）
- デビル（ベン・ラーソン）
- BONES シーズン1 #6（ランダル・ホール）
- 山猫は眠らない2 狙撃手の掟（ジェイク・コール）※テレビ東京版

マハーシャラ・アリ
- ドリーム（ジム・ジョンソン）
- 4400 未知からの生還者（リチャード・タイラー）
- プレデターズ（モンバサ）

ランス・レディック
- シャーリー・チザム（マック）
- バイオハザード（アルバート・ウェスカー）
- ホワイトハウス・ダウン（コールフィールド将軍）

#### 映画
- アーマード 武装地帯（ベインズ〈ローレンス・フィッシュバーン〉）
- アサルト13 要塞警察 ※テレビ朝日版
- アメリカン・ギャングスター（ニッキー・バーンズ〈キューバ・グッディング・Jr〉）
- アルティメット（K2）
- インセプション（ユスフ〈ディリープ・ラオ〉[111]）※テレビ朝日版
- インタビュー・ウィズ・ヴァンパイア（ギャンブラー〈ジョン・マコーネル〉）※ソフト版
- ウルヴァリン:X-MEN ZERO（ジョン・ライス / ケストレル〈ウィル・アイ・アム〉[112]）
- 8 Mile（デヴィッド）
- オーシャンズ12（ローマン・ナイジェル〈エディー・イザード〉）※日本テレビ版
- カジュアリティーズ（ブラウン伍長〈エリック・キング〉）※フジテレビ版
- 神は銃弾（フェリーマン〈ジェイミー・フォックス〉[113]）
- 紀元前1万年（ナクドゥ）※テレビ朝日版
- クルセイダーズ（アンドルー〈テューレ・リーフェンシュタイン〉）
- 黒い司法 0%からの奇跡（ウォルター・マクミリアン〈ジェイミー・フォックス〉[114]）
- 撃鉄 GEKITETZ ワルシャワの標的（刺客〈デオビア・オパレイ〉）
- コロニー5（ブリッグス〈ローレンス・フィッシュバーン〉）
- 猿の惑星: 新世紀（フォスター）
- 三銃士/王妃の首飾りとダ・ヴィンチの飛行船（ポルトス〈レイ・スティーヴンソン〉）※テレビ朝日版
- サンダーバード（マリオン〈デオビア・オパレイ〉）
- サンバ（フランス語版）（ジョナス〈イサカ・サワドゴ〉）
- シークレット・アイズ（レイ・カステン〈キウェテル・イジョフォー〉）
- 幸せへのキセキ（独裁者）
- 10人の泥棒たち（捜査課長）
- ジョナ・ヘックス（ジョナ・ヘックス〈ジョシュ・ブローリン〉）
- DCエクステンデッド・ユニバース（ディガー・ハークネス / キャプテン・ブーメラン〈ジェイ・コートニー〉）
  - スーサイド・スクワッド
  - ザ・スーサイド・スクワッド “極”悪党、集結[115]
- セクレタリアト/奇跡のサラブレッド（エディ・スウェット〈ネルサン・エリス〉）
- ソルジャー（ケイン607〈ジェイソン・スコット・リー〉）
- ソルジャー・ボーイズ（モンスター〈セドリック・テレル〉）
- ダーククリスタル ※BD版
- ターミナル（ジョー・マルロイ〈シャイ・マクブライド〉）※フジテレビ版
- ダイ・ハード3（オットー）※ソフト版
- 007 カジノ・ロワイヤル（スティーブン・オバンノ〈イザック・ド・バンコレ〉）※ソフト版
- ダンス・ウィズ・ウルブズ ※テレビ朝日版
- ダンス・レボリューション（B.B.）
- ダンス・レボリューション ザ・ニュースタイル（タージ）
- CHAPPIE/チャッピー（アメリカ〈ホセ・パブロ・カンティージョ〉）
- 沈黙の聖戦（ジャンタパン将軍）※DVD・ビデオ版
- ツインズ・エフェクト（プラダ〈アンソニー・ウォン〉）
- デイ・アフター・トゥモロー（ルーサー〈グレン・プラマー〉）※ソフト版
- デッドロック（アイスマン〈ヴィング・レイムズ〉）
- トゥルー・ロマンス（ビッグ・ドン〈サミュエル・L・ジャクソン〉）※DVD・ビデオ版
- DRAGONBALL EVOLUTION（ヤムチャ〈パク・ジュンヒョン〉）
- トランスフォーマーシリーズ（サイドスワイプ）
  - トランスフォーマー/リベンジ
  - トランスフォーマー/ダークサイド・ムーン
- トランスポーター3 アンリミテッド
- ドルフ・ラングレン in エリミネイト・ソルジャー（英語版）（ジェイソン・プライス〈ドルフ・ラングレン〉）
- ネバー・バックダウン（ジャン〈ジャイモン・フンスー〉）
- ノトーリアス・B.I.G.（ノトーリアス・B.I.G.〈ジャマール・ウーラード〉）
- バイオハザードシリーズ
  - バイオハザードII アポカリプス（ロイド・J・ウェイン〈マイク・エップス〉）※ソフト版
  - バイオハザードIII（ロイド・J・ウェイン〈マイク・エップス〉）※ソフト版
  - バイオハザードV リトリビューション（バリー・バートン〈ケヴィン・デュランド〉[116]）※テレビ朝日版
- バッドボーイズ2バッド（フレッチャー）※テレビ朝日版
- パニック・モール（グレン・サヴォイ〈ロブ・エステス〉）
- ハリー・ポッターシリーズ（フェンリール・グレイバック〈デイブ・レジェノ〉）
  - ハリー・ポッターと謎のプリンス[117]
  - ハリー・ポッターと死の秘宝 PART1
- バンテージ・ポイント
- ピザ男の異常な愛情（オーティス・ブロス〈ボスティン・クリストファー〉）
- ファイアーボール 火の玉超特急（英語版）（ライアン〈ブライアン・ジュネス〉）
- プライド 栄光への絆（ブービー・マイルズ〈デレク・ルーク〉）
- プラネット・テラー in グラインドハウス（アビー〈ナヴィーン・アンドリュース〉）
- プリズン・フリーク（リナード〈マイケル・シャノン〉）
- ブレイクアウェイ（ペトロヴィッチ）
- ブレイド ブラッド・オブ・カソン（ブレイド〈カーク・ジョーンズ〉）
- フロンティア（ゲッツ〈サミュエル・ル・ビアン〉）
- マジック・マイク（ターザン〈ケビン・ナッシュ〉）
- マジック・マイクXXL（ターザン〈ケビン・ナッシュ〉）
- マネー・トレイン ※テレビ朝日版
- ミラーウォーズ（英語版）（ヨーク〈アーマンド・アサンテ〉）
- メタル・トルネード（グレッグ）
- メン・イン・ブラック3（ジェームズ・ダレル・エドワーズ大佐〈マイク・コルター〉）
- 勇者たちの戦場（ジャマール・アイケン〈カーティス・“50セント”・ジャクソン〉）
- 要塞監獄 プリズナー107（英語版）（フレッド・ウィットモア〈フォレスト・ウィテカー〉）※DVD新録版
- ライラにお手あげ（ティート）
- レオン（ベニー、トント）※オリジナル版
- レッドベルト 傷だらけのファイター
- ロード・トリップ（ローレンス）
- ワイルド・スピードX2（テズ・パーカー〈クリス・“リュダクリス”・ブリッジス〉）※ソフト版
- ホース・ソルジャー（ドスタム将軍〈ナヴィド・ネガーバン〉）

#### ドラマ
- アンドロメダ（カーター〈ロジャー・クロス〉）
- iCarly
- NCIS: ニューオーリンズ
  - シーズン1 #4（マックス・ウルフ）
  - シーズン2（ゼッド・ヘイスティングス〈パトリック・ブレナン〉）
- NCIS 〜ネイビー犯罪捜査班 シーズン8 #19（ヒンドリー少将〈カール・ランブリー〉）
- きかんしゃトーマス（雄牛のチャンピオン、スクラフィー、クランキー、ジェム・コール、デリック、ディーゼル（代役） 他）※フジテレビ版
- 救命医ハンク2 セレブ診療ファイル（ピート）
- キリング/26日間（英語版）（スタン・ラーセン〈ブレント・セクストン〉）
- クリミナル・マインド FBI行動分析課
  - シーズン3 #9、5 #1（ウォーカー刑事〈ジョン・エディンズ〉）
  - シーズン11 #16（若きハンク・モーガン〈バイロン・マーク・ニューサム〉）
- 三国演義（中国中央電視台製作）（夏侯惇）※NHK-BS2版
- 三国志 赤壁の戦い レッド・クリフのすべて（中国中央電視台製作・再編集DVD版）（張飛）
- シャーロック・ホームズの冒険 四つの署名（ジョナサン・スモール〈ジョン・ソウ〉）※追加吹き替え
- CSI:マイアミ3 #16（トッド・ケンドリック〈ジェフリー・ドノヴァン〉）
- スーパーナチュラル シーズン2（ゴードン・ウォーカー〈スターリング・K・ブラウン〉）
- SCORPION/スコーピオン シーズン1 #21（サイモン・ボイド〈アレクサンダー・チャップリン〉）
- セックス・アンド・ザ・シティ シーズン3 #8（シボン・ウィリアムズ）
- デスパレートな妻たち7（デレク・イェーガー）
- 24 -TWENTY FOUR- シーズン3（ヘクター・サラザール〈ヴィンセント・ラレスカ〉）
- NUMBERS 天才数学者の事件ファイル シーズン3 #21（ポニー・フニェス〈ウッド・ハリス〉）
- バーン・ノーティス 元スパイの逆襲 シーズン2 #13（銀行強盗の一味〈ロドニー・ローランド〉）
- Happy!（ニック・サックス〈クリストファー・メローニ〉）
- バビロン5（Dr.スティーヴン・フランクリン〈リチャード・ビッグス〉）
- パワーレンジャー・ライトスピード・レスキュー（インフィニター）
- 反撃のレスキュー・ミッション（マスーク〈ショーン・パークス〉）
- PERSON of INTEREST 犯罪予知ユニット シーズン2 #9（フェルミン・オルドニス〈マイケル・アービー〉）
- ブルーブラッド 〜NYPD家族の絆〜
- BONES シーズン4 #12（マグナム・ザ・ストロングマン〈レスター・スパイト〉）
- ミディアム7 最終章（フランク・ダヴェンボート〈ジェイソン・ベギー〉）
- ライ・トゥ・ミー 嘘は真実を語るシーズン2 #4（エリック・マシスン〈ギャレット・ディラハント〉）
- LOST（サイード・ジャラー〈ナヴィーン・アンドリュース〉）
- ONE PIECE（2023年、クロオビ）

#### アニメ
- アラジンの大冒険（用心棒、家臣、商人 他）
- キャスパー
- サーフズ・アップ2（JC）
- シャーク・テイル
- シュレック3
- シュレック フォーエバー（ジャミー）
- バットマン:ブレイブ&ボールド（デスペロ）
- ハッピー フィート2 踊るペンギンレスキュー隊（シーモア）
- パパはグーフィー
- Mr.インクレディブル
- モンキーマジック（モトボス）
- ルイスと未来泥棒（コーチ）

#### 人形劇
- きかんしゃトーマス（雄牛のチャンピオン、スクラフィー、クランキー、ジェム・コール、デリック、ディーゼル〈代役〉 他）※フジテレビ版

#### その他
- UFC登竜門 ジ・アルティメット・ファイターシリーズ（デイナ・ホワイト）
  - UFC登竜門 ジ・アルティメット・ファイター シーズン9
  - UFC登竜門 ジ・アルティメット・ファイター ヘビー級バトル
  - UFC登竜門 ジ・アルティメット・ファイター ミドル級ウォーズ
- 原画と朗読で綴るサイボーグ009の世界 〜海底ピラミッドの謎を追え!〜（005 / ジェロニモ・ジュニア）

### テレビドラマ
- 平成夫婦茶碗〜ドケチの花道〜（日本テレビ、2000年1月）
- 真夜中の雨（TBS、2002年10月）
- GOOD LUCK!!（TBS、2003年1月）

### ナレーション

#### TV番組
- アメトーーク!（テレビ朝日）
- お願い!ランキング 特別編 男のロマン道場（テレビ朝日）
- サバイバー（第一シーズン）
- 世界超密着TV! ワレワレハ地球人ダ!
- FUTURE TRACKS（ナレーション、犬のCGキャラクター）
- ロンロバ!金メダル!
- X51.Files
- 松嶋×町山 未公開映画を観るTV（第9回〜第12回）
- LIFE!〜人生に捧げるコント〜
- 言いにくいことをハッキリ言うTV（「映像の値段をハッキリ言うTV」・「噂の衝撃映像…厳選6作品に順位をつけろ」） - ナレーション
- ダウンタウンのガキの使いやあらへんで!
- 三津谷寛治の令和の紅白みどころSP（2019年、NHK総合） - 語り
- ぼくらはマンガで強くなった〜SPORTS×MANGA〜 ハイキュー!!（2024年7月15日、NHK総合） - 語り

#### CMナレーション
- デアゴスティーニ・ジャパン 「隔週刊 コンバット・タンク・コレクション」
- ジャムフレンドクラブ ※青森県・岩手県のみ
- 日本航空 「翼の使命」篇
- 日本コカ・コーラ ジョージア 「電気設備技師」篇
- サントリー ボス
- アウトレイジ

### ボイスオーバー
- 家康の甲冑(かっちゅう) 〜知られざる素顔に迫る〜（2022年12月20日、NHK-BSプレミアム） - 家康くんの声
- NHKスペシャル（NHK総合）
  - 東日本大震災「避難指示“一斉解除”〜福島でいま何が〜」（2017年）
  - 「混迷の世紀」（2023年）
- 超潜入!リアルスコープハイパー（フジテレビ）
- THE世界遺産（TBS）
- 世界の果てまでイッテQ!（日本テレビ）
- マサカ!の映像GP〜見るだけで感動&衝目撃!にっぽん撃!世界の映像大放出SP〜（TBS）
- 目撃!にっぽん（NHK総合）

### 特撮
1993年
- 電光超人グリッドマン（忍者怪獣シノビラー〈再生〉の声、カンフーシノビラーの声）

1995年
- 重甲ビーファイター（戦闘メカ・イカリボンバの声、戦闘メカ・イカリボンバ2の声）
- 忍者戦隊カクレンジャー（大魔王の弟ダイダラボッチの声）

1996年
- 激走戦隊カーレンジャー（VVゴリーンの声）
- ビーファイターカブト（牙虎獣ドラファイヤーの声）

1997年
- ビーロボカブタック（ガニランの声）
- ビーロボカブタック クリスマス大決戦!!（ガニラン）

1999年
- 救急戦隊ゴーゴーファイブ（ガスガイルの声）

2001年
- 百獣戦隊ガオレンジャー（ウエディングドレスオルグの声）
- 百獣戦隊ガオレンジャーVSスーパー戦隊（ウエディングドレスオルグの声）

2004年
- 特捜戦隊デカレンジャー（ファーリーの声）

2005年
- 魔法戦隊マジレンジャー（ブランケンの声）

2006年
- ウルトラマンメビウス（円盤生物ロベルガーの声、暗黒四天王豪将・冷凍星人グローザムの声）
- 生物彗星WoO

2008年
- 炎神戦隊ゴーオンジャー（炎神バスオンの声、バスの運転手役）
- 炎神戦隊ゴーオンジャー BUNBUN!BANBAN!劇場BANG!!（炎神バスオンの声）

2009年
- ウルトラマンメビウス外伝 ゴーストリバース（暗黒四天王豪将・冷凍星人グローザム〈G〉の声）
- 劇場版 炎神戦隊ゴーオンジャーVSゲキレンジャー（炎神バスオンの声）

2010年
- 侍戦隊シンケンジャーVSゴーオンジャー 銀幕BANG!!（炎神バスオンの声）

2011年
- 天装戦隊ゴセイジャー（ユニベロスヘッダーのバリ・ボル・ダラの声）
- 海賊戦隊ゴーカイジャー（炎神バスオンの声）

2012年
- 特命戦隊ゴーバスターズ（ブルドーザーロイドの声）

2014年
- 烈車戦隊トッキュウジャー（バッグシャドーの声）

2016年
- 動物戦隊ジュウオウジャー（プリズナブルの声）

2017年
- 宇宙戦隊キュウレンジャー（ユーテルジャンの声）

2018年
- 快盗戦隊ルパンレンジャーVS警察戦隊パトレンジャー（ライモン・ガオルファングの声）
- 炎神戦隊ゴーオンジャー 10 YEARS GRANDPRIX（炎神バスオンの声）

2019年
- 仮面ライダージオウ（キカイドライバー音声）

2021年
- ヨドンナ（2021年 - 2023年、ヘルンの声） - 3作品

2023年
- 王様戦隊キングオージャー（兜武神デーボスの声）

2024年
- 爆上戦隊ブンブンジャー（炎神バスオンの声）

### ラジオ
- ニッポン放送 ラジベガス年末スペシャル
- ラジオファンタジックストーリー『ナルニア国物語 ライオンと魔女』（アスラン）
- 花の慶次（前田利家）
- 歌舞伎まるごとストーリー「あらすじえもん」テイキン・クエスト（2019年8月10日、ナレーション[124]） - NHK-FM

### 舞台
- 二十日鼠と人間（レニー）
- 石井竜也コンサートツアー2018「-陣 JIN-」（九州田営繕の声）